# Anigraea fulviceps
Anigraea fulviceps är en fjärilsart som beskrevs av W. Warren 1914. Anigraea fulviceps ingår i släktet Anigraea och familjen nattflyn. Inga underarter finns listade i Catalogue of Life.